# Yasumasa Kanada
Yasumasa Kanada (jap. 金田 康正, Kanada Yasumasa; * 1949; † 11. Februar 2020) war ein japanischer Informatiker und theoretischer Physiker, der 2002 mit der Berechnung von Nachkommastellen von Pi berühmt wurde.

## Karriere
Kanada begann im April 1969 ein Physikstudium an der Tōhoku-Universität, wo er im März 1973 seinen Bachelor erhielt. Anschließend ging er an die Universität Tokio, an der er im März 1975 seinen Master-Abschluss erhielt und im März 1978 promovierte. Anschließend arbeitete er als wissenschaftlicher Mitarbeiter am Institut für Plasmaphysik der Universität Nagoya. Dort hatte er von Juli 1981 bis März 1984 eine Assistenzprofessur inne. Im Mai 1981 erhielt er zudem eine weitere am Mainframe Center der Universität Tokio. Von Juni 1984 bis August 1985 tätigte er einen Gastforschungsaufenthalt an der University of Cambridge. Von Oktober 1987 bis März 1988 lehrte er Mathematik an der Universität Osaka. Von April 1989 bis März 1990 war er Gastforscher am Kernfusionsinstitut der Universität Hiroshima. Von April 1990 bis März 1992 war er erneut Assistenzprofessor am Institut für Plasmaphysik und lehrte nebenbei bis September 1992 an der Universität Tokio. Im Juli 1993 ging er an die Frauenuniversität Nara, wo er bis März 1994 Informatik lehrte. Danach kehrte er nach Tokio zurück und wurde dort im April 1997 ordentlicher Professor am Mainframe Center. Im April 1999 erhielt im Information Technology Center einen Lehrstuhl für Supercomputing.
Bis zum 6. Dezember 2002 berechnete er auf einem Supercomputer (Hitachi SR8000/MPP) in über 600 Rechenstunden Pi auf circa 1,24 Billionen Nachkommastellen. Damit hielt er bis 2009 den Rekord für Nachkommastellen von Pi.